# جین هو اون
جین هو اون (کره‌ای: 진호은؛ زادهٔ ۱ سپتامبر ۲۰۰۰) بازیگر اهل کره جنوبی است. او به خاطر ایفای نقش در با وجود اینکه می‌دانم، عشق زیباست، زندگی فوق‌العاده است، ستاره‌های دنباله‌دار و همه ما مرده‌ایم شناخته می‌شود.